# Општина Козарска Дубица
Општина Козарска Дубица (раније Босанска Дубица) је смјештена у сјеверозападном дијелу Републике Српске, БиХ, уздуж ријеке Уне. Сједиште општине се налази у Улици Светосавска 5, у насељеном мјесту Козарска Дубица. Према подацима Агенције за статистику Босне и Херцеговине на попису становништва 2013. године, у општини је пописано 21.524 лица.

## Насељена мјеста
Подручје општине Козарска Дубица чине насељена мјеста:
Агинци, Бабинац, Бачвани, Бијаковац, Бјелајци, Божићи, Брекиња, Велико Двориште, Верија, Влашковци, Војскова, Вриоци, Горња Градина, Горњоселци, Гуњевци, Демировац, Диздарлије, Доња Градина, Доња Јутрогошта, Доња Слабиња, Доњи Јеловац, Драксенић, Јасење, Јохова, Јошик, Кадин Јеловац, Клековци, Кнежица, Козарска Дубица, Комленац, Кошућа, Котурови, Крива Ријека, Маглајци, Мало Двориште, Међеђа, Међувође, Мирковац, Мљечаница, Мразовци, Мурати, Новоселци, Оџинци, Парнице, Побрђани, Пуцари, Раковица, Сјеверовци, Скључани, Срефлије, Стригова, Суваја, Тукључани, Ушивац, Фурде, Хаџибајир, Хајдеровци, Челебинци, Читлук, Чуклинац, Шеварлије и Шпиља.
Општина Козарска Дубица у цјелини је у саставу Републике Српске од њеног настанка.

## Мјесне заједнице
Агинци, Бјелајци, Демировац, Доња Градина, Драксенић, Јошик, Клековци, Кнежица, Комленац, Међеђа, Међувође, Моштаница, Петар Пеција, Петриња, Поуње, Пуцари, Раковица, Слабиња, Срефлије, Урије, Хаџибаир, Центар.

## Општинска управа

### Општинска администрација
Начелник општине представља и заступа град и врши извршну функцију у Козарској Дубици. Избор начелника се врши у складу са изборним Законом Републике Српске и изборним Законом БиХ. Градску администрацију, поред начелника, чини и скупштина града. Институционални центар општине Козарска Дубица је насеље Козарска Дубица, гдје су смјештени сви општински органи.
Начелник општине Козарска Дубица је Игор Савковић испред Савеза независних социјалдемократа, који је на ту функцију ступио након локалних избора у Босни и Херцеговини 2024. године. Састав скупштине општине Козарска Дубица је приказан у табели.

### Кабинет начелника општине
- Начелник општине Козарска Дубица: Игор Савковић
- Замјеник начелника општине Козарска Дубица:
- Шеф кабинета начелника општине Козарска Дубица:
- Секретар начелника општине Козарска Дубица:

### Скупштина општине
- Предсједник скупштине:
- Потпредсједник скупштине:

### Општинска административна служба
- Одјељење за општу управу и борачко-инвалидску заштиту
  - Одсјек борачко-инвалидске заштите Републике Српске
- Одјељење за привреду и друштвене дјелатности
- Одјељење за финансије, рачуноводство и наплату буџета
- Одјељење за просторно уређење и стамбено-комуналне послове

## Географија
Општина Козарска Дубица налази се на 45°10' сјеверне географске ширине и 16°50' источне географске дужине. Укупна површина општине износи 499 km2 и географски припада области панонске низине, са просјечном надморском висином од 200 m. Општина Козарска Дубица се на сјеверу граничи са Републиком Хрватском, на истоку са општином Градишка, на западу са општином Костајница, а на југу са градом Приједором.
Планине на подручју општине Козарска Дубица су Козара и Просара. Ријеке на подручју општине Козарска Дубица су Уна и Сава. На територији општине се налази и комплекс вјештачких језера Липова Греда.

## Историја
Срби се на подручје ове општине насељавају након пропасти Римског царства. Средњовјековни град Дубица (око 930) који је заузимао подручје села Драксенић, Међеђа, Демировац, са центром у данашњем селу Доња Градина, се развијао све до 1242. године, када су га разорили Монголи под вођством Бату-кана. На простору општине се налази и манастир Моштаница који неки историчари смјештају у VIII, а други у X вијеку. У манастиру Моштаница је сахрањен Петар Поповић Пеција, вођа српског устанка на подручју Кнешпоља.
На тромеђи општина Козарска Дубица, Приједор и Нови Град, налази се и средњовјековни манастири Св. Ђорђа у Маринама. Општина пада под турску власт 1538. године. Данашњи центар Дубице су изградили српски трговци и српске занатлије почевши од 1852. године.
Ова општина је у читавој својој историји постојања највише страдала током Другог свјетског рата, када је окупирана од стране НДХ, а на њеног територији се налазио један дио система усташких концентрационих логора Јасеновац, Логор Доња Градина. У логору Доња Градина, на површини од 116 хектара, усташе су ликвидирале 360.000 људи, а до сада је откривено 105 масовних гробница великих димензија. Данас се на овом простору општине Козарска Дубица налази спомен подручје Доња Градина. Током рата у Босни и Херцеговини, на територији исте општине није било већих ратних дејстава све до самог краја рата, када су Војска РС и локални становници одбранили офанзиву хрватских снага из правца Хрватске.

### Двадесети вијек
Пред Други свјетски рат општина Дубица је имала 33.129 становника, а током Другог свјетског рата је убијено 18.495 становника српске националности. Од 18.495 страдалих, 17.691 људи је изгубило живот као жртва усташког злочина геноцида, најчешће у усташком логору Доња Градина који се налазио на простору ове општине и био дио система усташких концентрационих логора Јасеновац за масовно истребљење Срба.
Општина Козарска Дубица у цјелини је у саставу Републике Српске од њеног настанка 1992. године. Град и општина променили су 1992. године име у Козарска Дубица. По последњем службеном попису становништва из 1991. године, општина Козарска Дубица (тада Босанска Дубица) је имала 31.606 становника, распоређених у 61 насељеном месту. У рату током распада Југославије, 18. и 19. септембра 1995. године, подручје општине Козарска Дубица је нападнуто од стране војске Републике Хрватске (операција Уна). Овај напад је одбранила Војска Републике Српске.

## Здравство
Институт за физикалну медицину, рехабилитацију и балнеоклиматологију „Мљечаница“, Козарска Дубица. 

## Култура
- КУД „Уна“, Козарска Дубица
- Српско пјевачко друштво “Вишњић”, Козарска Дубица
- СПиКД “Просвјета”, Козарска Дубица

## Образовање
У Козарској Дубици дјелују три основне школе које похађа 1280 ученика и Средњошколски центар Никола Тесла, који школује ученике у општој гимназији и струкама:
- Пољопривреда и прерада хране
- Здравство
- Машинство и обрада метала
- Економија, право и трговина

Центар похађа око 500 ученика.

## Знаменитости
- Манастир Моштаница (културно-историјски споменик под заштитом)
- Национални парк Козара (национални парк Републике Српске)
- Спомен подручје Доња Градина, Доња Градина

## Туризам
- Туристичка организација општине Козарска Дубица

## Медији
- Радио Феникс, Козарска Дубица
- Радио-телевизија Козарска Дубица

## Спорт
- Фудбалски клуб Раван, Међеђа
- Фудбалски клуб Радник, Козарска Дубица
- Фудбалски клуб Борац, Козарска Дубица
- Фудбалски клуб Омладинац, Драксенић
- Кошаркашки клуб Уна, Козарска Дубица
- Клуб борилачких спортова „Обилић“ Козарска Дубица
- Ловачко друштво „Јелен“
- Организација спортских риболоваца „Клен“
- Планинарско спортско друштво „Пеција“

## Удружења
- Ватрогасно друштво, Козарска Дубица
- Стрељачко друштво 1914, Козарска Дубица
- Општинска организација при Борачкој организацији Републике Српске, Козарска Дубица
- СУБНОР, Козарска Дубица
- Међуопштинска организација слијепих и слабовидних Козарска Дубица

## Познате личности
- Ђакон Авакум
- Борко Арсенић
- Јово Бијелић
- Стојан Грујичић
- Миле Мећава
- Милан Пилиповић
- Никола Радуловић
- Никола Решић
- Андреана Чекић
- Бошко Шиљеговић
- Милош Шиљеговић
- Томица Шпановић
- Фрањо Клуз
- Миле Тубић
- Авдо Ћук
- Фадил Шерић
- Милан Тепић
- Момир Зец

## Назив
Назив Дубица потиче од старе српске ријечи дуб (храст), ријечи дубница (чамац ископан у храстовом деблу), Дуб-Дубница-Дубица. Општина Козарска Дубица се у доба аустроугарске окупације и СФРЈ звала Босанска Дубица, како би се разликовала од Славонске Дубице.

## Становништво
На територији општине Козарска Дубица данас живи 31.000 становника. Становништво ове општине чине углавном Срби. Густина насељености је 43 становника по km².
|             | 2013.           | 1991.           | 1981.           | 1971.           | 1961.           |
| Укупно      | 21 524 (100,0%) | 31 606 (100,0%) | 30 867 (100,0%) | 30 384 (100,0%) | 24 280 (100,0%) |
| Срби        | 18 670 (86,74%) | 21 728 (68,75%) | 20 453 (66,26%) | 23 989 (78,95%) | 21 299 (87,72%) |
| Бошњаци     | 2 168 (10,07%)  | 6 440 (20,38%)1 | 5 052 (16,37%)1 | 5 114 (16,83%)1 | 1 165 (4,798%)1 |
| Хрвати      | 273 (1,268%)    | 488 (1,544%)    | 513 (1,662%)    | 717 (2,360%)    | 746 (3,072%)    |
| Неизјашњени | 171 (0,794%)    | –               | –               | –               | –               |
| Муслимани   | 49 (0,228%)     | –               | –               | –               | –               |
| Остали      | 44 (0,204%)     | 1 099 (3,477%)  | 289 (0,936%)    | 102 (0,336%)    | 34 (0,140%)     |
| Југословени | 38 (0,177%)     | 1 851 (5,856%)  | 4 463 (14,46%)  | 403 (1,326%)    | 978 (4,028%)    |
| Босанци     | 28 (0,130%)     | –               | –               | –               | –               |
| Роми        | 22 (0,102%)     | –               | 6 (0,019%)      | –               | –               |
| Црногорци   | 18 (0,084%)     | –               | 38 (0,123%)     | 28 (0,092%)     | 7 (0,029%)      |
| Македонци   | 14 (0,065%)     | –               | 10 (0,032%)     | 9 (0,030%)      | 19 (0,078%)     |
| Непознато   | 14 (0,065%)     | –               | –               | –               | –               |
| Словенци    | 7 (0,033%)      | –               | 6 (0,019%)      | 6 (0,020%)      | 7 (0,029%)      |
| Православци | 7 (0,033%)      | –               | –               | –               | –               |
| Албанци     | 1 (0,005%)      | –               | 34 (0,110%)     | 13 (0,043%)     | 22 (0,091%)     |
| Мађари      | –               | –               | 3 (0,010%)      | 3 (0,010%)      | 3 (0,012%)      |

1. 1 На пописима од 1971. до 1991. Бошњаци су пописивани углавном као Муслимани.